# Arnoldus Detten

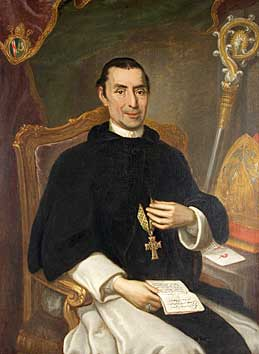
Arnoldus Detten, 45. Abt von Marienfeld

Arnoldus Detten OCist (* 10. September 1707 in Münster; † 18. Januar 1774) war Priester und Abt des Klosters Marienfeld.

## Leben
Zusammen mit drei Mitbrüdern trat Detten am 12. September 1725 in das Kloster Marienfeld ein und legte am 28. Oktober 1726 die Profess ab. Er wurde zunächst Kaplan des Bischofs von Agathonice (also des Abtes Ferdinandus Oesterhoff) und wurde am 28. Juli 1739 zum Subprior des eigenen Klosters bestellt. Am 23. Januar 1744 trat er den Dienst des Dechants in Harsewinkel an. Am 19. Juni 1769 wurde er vom Marienfelder Konvent zum 45. Abt von Marienfeld gewählt.